# Anthonie Van Blockland
Anthonie Van Blockland, né à Montfoort vers 1533 et mort à Utrecht le 18 octobre 1583, est un peintre flamand élève de Frans Floris.

## Biographie
Fils du bourgmestre de Montfoort, Anthonie van Blocklandt étudie la peinture avec Hendrick Sweersz. à Delft puis avec Frans Floris à Anvers. En 1552, il revient à Montfoort et épouse la fille du bourgmestre d'alors. Il s'installe ensuite à Delft vers 1557, où il réalise des peintures pour la Oude Kerk et la Nieuwe Kerk. En 1572, il fait un séjour en Italie, avant de s'établir à Utrecht, où il rejoint la guilde de Saint-Luc en 1577.

## Œuvre
Anthonie van Blocklandt peint des scènes religieuses, des scènes mythologiques et des portraits. Avec Joos de Beer (en), il est l'un des premiers maniéristes flamands d'Utrecht, style qu'il a contribué à diffuser avant qu'il ne s'y développe à partir de 1590. Van Mander rapporte que Joos de Beer possédait plusieurs tableaux de Blocklandt dans son atelier, que son élève Abraham Bloemaert a copié.